# 12 Transcendentale Etudes, op. 11
De 12 Transcendentale Etudes (Franse titel: 'Études d'Exécution Transcendante'), op. 11 van de Russische componist Sergej Ljapoenov vormen een cyclus pianowerken die zowel als etudes als concertant gespeeld worden. De etudes zijn geschreven tussen 1897 en 1905.
Ljapoenov was tot het componeren van deze cyclus geïnspireerd door de 12 Transcendentale Etudes van Franz Liszt, en droeg de laatste van de twaalf dan ook op aan zijn inspirator.
Het karakter van de stukken is doordrenkt van typisch Russische elementen als sprookjesthema's en klokgelui en de stukken ademen alle de voor de Russische laat-romantiek kenmerkende gewrochte en diepe geladen harmonieën. Ljapoenov toonde in deze etudes zijn grote pianistieke en didactische inzicht en ging speeltechnisch nog een stap verder dan Liszts etudes waar het extreme virtuositeit betreft. Zo is de tiende etude Lesghinka berucht vanwege zijn pianistieke moeilijkheidsgraad.
De delen zijn qua toonsoort zodanig gerangschikt, dat elke majeuretude wordt gevolgd door een etude in de mineurparallel, en dat elke oneven volgende etude de kwintencirkel volgt:
- F# → d#
- B → g#
- E → c#
- A → f#
- D → b
- G → e

Dit principe paste Chopin ook toe in zijn 24 preludes. Een integrale uitvoering van deze 12 etudes wordt hierdoor een aaneengesloten organisch geheel. De etudes kunnen echter ook prima los van elkaar gespeeld worden.

## Delen
NB: De stukken zijn uitgegeven onder hun originele Franse titels.
1. Berceuse (Wiegenlied) - Fis majeur - een rustige wiegende etude, met af en toe filigraine ornamentiek
2. Ronde des fantômes (Rondo der geesten) - dis mineur - een snelle tarantella-achtige spooketude, met grillige wendingen in zesachtstemaat
3. Carillon (Klokgelui) - B majeur - de diepe typisch Russische klokken en het carillon weerklinken continu in dit stuk
4. Terek - gis mineur - een monstertje, demonisch wezentje uit de Russische folklore wordt geschilderd
5. Nuit d'été (Zomernacht) - E majeur
6. Tempête (Storm) - cis mineur - dit tempestueuze stuk verbeeldt windvlagen en stelt pianistisch zeer hoge eisen
7. Idylle - A majeur
8. Chant épique (Episch lied) - fis mineur - doordrenkt met Russische verhaaltrant
9. Harpes Éoliennes (Aeolische harpen) - D majeur - De wind blaast door de harp en laat de snaren klinken, een oefening in filigrainspel en klankvorming
10. Lesghinka - b mineur - een woest stuk, weerbarstig en meeslepend waarin de pianoakkoordtechniek met grote gebroken akkoorden, octaafspel en passagespel worden gecombineerd
11. Ronde des sylphes (Dans van de elfjes) - G majeur
12. Elégie en mémoire de François Liszt (Elegie ter nagedachtenis aan Franz Liszt) - e mineur - een klaaglied, dat doet denken aan de Hongaarse Rapsodieën

Naast het feit dat de etudes technisch zeer lastig zijn (er worden tal van hogeschooltechnieken uitgewerkt, waarbij virtuositeit, klankvorming, en voordracht kunnen worden geoefend) zijn de stukken zeer geschikt voor op het podium, vanwege hun boeiende muzikale inhoud. De etudes zijn uitgegeven in vier cahiers van elk drie etudes.

## Discografie
Volledige set:
- Louis Kentner (1949)
- Malcolm Binns (circa 1993)
- Konstantin Sjerbakov (circa 1992)

Er zijn ook opnamen met één of meer delen.